# Une journée à Disney (film)
Pour plus de détails, voir Fiche technique et Distribution.
Une journée à Disney, est un film documentaire produit par Disney Publishing Worldwide et Endeavour Content en version exclusive diffusée sur Disney+ à partir du 3 décembre 2019 de Fritz Mitchell. Le long métrage est suivi de 51 courts segments supplémentaires, diffusés sous forme de série d'épisodes hebdomadaires sur Disney+. Le film a fait ses débuts en tant que long métrage documentaire exclusif du service de streaming Disney+, le 3 décembre 2019.

## Distribution
Sauf indication contraire, les informations mentionnées dans cette section peuvent être confirmées par la base de données cinématographiques IMDb,  présente dans la section « Liens externes ».
- Sterling K. Brown : Narrateur
- Eric Baker
- Ashley Girdich
- Eric Goldberg
- Marc González
- Robert A. Iger
- Grace Lee
- Essayez Magudulela
- Ryan Meinerding
- Natalie Mylniczenko
- Jerome Ranft
- Robin Roberts
- Jackson Mer.

## Synopsis
Une journée à Disney s’intéresse aux créateurs et créatrices de quelques-unes des œuvres les plus célèbres de Walt Disney. À travers des portraits des collaborateurs et des acteurs qui créent et innovent chez Disney, découvrez comment la magie perdure. Chacun nous fera vivre le temps d’un épisode une journée de leur quotidien.

## Production
En août 2019, dans le cadre de D23 Expo, Ricky Strauss et Robin Roberts (en) ont annoncé le film documentaire qui était auparavant qualifié de projet secret.

## Tournage
En février 2019, 76 séances photos ont eu lieu à travers le monde dans toutes les divisions de Disney, des parcs à thème aux plateaux de séries télévisées. Les personnes dans le long métrage documentaire incluent Eric Baker (Imagineur), Ashley Girdich (Imagineur), Eric Goldberg, Mark Gonzales (Disneyland Railroad), Grace Lee (responsable de l'illustration éditoriale), Zamavus "Zama" Magudulela (acteur musical) , Ryan Meinerding (Marvel Studios), Dr Natalie Mylniczenko (Vétérinaire du complexe), Kristina Dewberry (Imagineer), Jerome Ranft (en) (artiste Pixar) et Robin Roberts. Sterling K. Brown raconte la série.

## Séries télévisées
Peu de temps après le film, une courte série télévisée sur le Web est sortie le 6 décembre 2019 avec 51 courts épisodes de 5 à 7 minutes.

## Livre
Disney Publishing Worldwide a également développé un livre de table à côté du documentaire, écrit par Bruce Steele. Le livre est sorti à la même date.